# Cenchrea bipunctata
Cenchrea bipunctata är en insektsart som först beskrevs av Frederick Arthur Godfrey Muir 1918.  Cenchrea bipunctata ingår i släktet Cenchrea och familjen Derbidae. Inga underarter finns listade i Catalogue of Life.